# La Racha
 (septembre 2015).
Albums de Cuca
Tu Cuca Madre Ataca de Nuevo
(1993) Culebra 1996
(1996)
La Racha est le troisième album de Cuca, groupe mexicain de hard rock originaire de Guadalajara (Jalisco). Il a été enregistré en 1995 à Zurich (Suisse).
José Fors n'a pas participé à cet album pour se consacrer à la peinture, laissant sa place à son frère Alfonso Fors "Animals".

## Liste des titres
1. Toma
2. Tu Ya Fuiste
3. Mala Racha
4. Insecticida al Suicida
5. Blanco
6. La Balada
7. Ninfofan
8. Nadie Te Odia
9. Mi Cadáver Favorito
10. De Bar en Bar
11. No Me Filosofoques
12. Break on Through (To the Other Side)

## Formation
- Alfonso Fors : Chants
- Galo Ohcoa : Guitare
- Carlos Aviléz : Basse
- Ignacio González : Batterie